# AUTOMATON
AUTOMATON（オートマトン）とは、
グローバルなゲームの情報を幅広く取り扱っているWebメディアである。株式会社アクティブゲーミングメディアが運営している。

## 概要
AUTOMATONはゲームの情報を中心に扱っており、商品情報のみならず、背景やクリエイター等の関連人物、秘話などの部分も取り扱っている。
また、ゲーム業界やゲーム開発における、ツールや技術的な話題、ライセンスやチート問題といった、ゲームに関わる内容を幅広く取り上げている。
媒体ロゴに併記されている「Veracity in Gaming」はコンセプトであり、「ゲームと誠実に向き合い、正しく伝えること」を意味している。